# Panienka z okienka (film)
Panienka z okienka – polski film historyczno-kostiumowy z 1964 roku w reżyserii Marii Kaniewskiej. Adaptacja popularnej powieści historycznej Jadwigi Łuszczewskiej (Deotymy) dotyczącej związku gdańskiej mieszczanki i polskiego marynarza w siedemnastowiecznym Gdańsku. 
Zdjęcia kręcono w Lublinku pod Łodzią. Na planie filmowym spotkali się po raz pierwszy Pola Raksa i Janusz Gajos – później popularna para filmowa w serialu Czterej pancerni i pies.

## Obsada
- Pola Raksa – Hedwiga – Marysia Kalinowska, wychowanica Johannesa Szulca
- Jadwiga Chojnacka – Mina, służąca Johannesa Szulca
- Aleksandra Karzyńska – pani Flora, gdańszczanka
- Halina Kossobudzka – Salomea Korycka
- Wiesława Kwaśniewska – Fruzia, służąca pani Flory
- Małgorzata Szancer(inne języki) – Krysia, siostra Kazimierza, wychowanica Strusia
- Krzysztof Chamiec – Cornelius, bratanek Szulca, agent Danii
- Mariusz Dmochowski – książę Jerzy Ossoliński
- Kazimierz Fabisiak – mistrz jubilerski Johannes Szulc, rajca gdański
- Janusz Gajos – Pietrek
- Zbigniew Jabłoński – organista z Oliwy
- Tadeusz Jastrzębowski – Freimuth, burmistrz Gdańska
- Romuald Michalewski(inne języki) – Kazimierz Korycki, syn Salomei, pierwszy oficer na „Łabędziu”
- Stanisław Milski – Mikołaj Struś
- Stanisław Niwiński – Zbigniew Kalinowski, wnuk Strusia, brat Marysi-Hedwigi, sekretarz księcia Ossolińskiego
- Stanisław Olczyk(inne języki) – Maciek, marynarz na „Łabędziu”
- Włodzimierz Skoczylas – Jan Kapusta, oficer na "Łabędziu"
- Andrzej Szczepkowski – Heweliusz Jan
- Ludwik Benoit – przewodniczący sądu szlacheckiego
- Kazimierz Dębicki
- Jerzy Duszyński – Denhof
- Aleksander Fogiel – sędzia gdański
- Roman Sykała – klucznik
- Teodor Gendera – Guldenstern
- Włodzimierz Nowak – pisarz księcia Ossolińskiego
- Michał Szewczyk – strażnik
- Ryszard Pietruski – oberżysta
- Stanisław Marian Kamiński
- Marian Wojtczak